# Calumma linotum
Calumma linotum este o specie de cameleoni din genul Calumma, familia Chamaeleonidae, descrisă de Müller în anul 1924. Conform Catalogue of Life specia Calumma linotum nu are subspecii cunoscute.